# قاعدة الأصوات الكلامية
القاعدة الصوتية phonological rule هي طريقة رسمية للتعبير عن عملية صوتية أو صرفية منهجية morphophonological في علم اللغة (اللسانيات). تُستخدم القواعد الصوتية عادةً في علم الأصوات التوليدي كوسيلة لتسجيل العمليات والحسابات المتعلقة بالصوت التي يقوم بها الدماغ البشري عند إنتاج اللغة المنطوقة أو فهمها (انتاج اللغة). قد يُستخدم التدوين الصوتي أو السمات المميزة أو كليهما.
يعرّف جون جولدسميث (1995) القواعد الصوتية على أنها تعيينات بين مستويين مختلفين من تمثيل الأصوات -في هذه الحالة، المستوى المجرد أو الأساسي والمستوى السطحي- ويصفها بروس هايز (2009) على أنها "تعميمات" حول الطرق المختلفة التي يمكن بها نطق الصوت في بيئات مختلفة. وهذا يعني أن القواعد الصوتية تصف كيف ينتقل المتحدث من التمثيل المجرد المخزن في دماغه إلى الصوت الفعلي الذي ينطقه عندما يتحدث. بشكل عام، تبدأ القواعد الصوتية بالتمثيل الأساسي underlying representation للصوت (الصوت المخزن في ذهن المتحدث) وتؤدي إلى الشكل السطحي النهائي، أو ما ينطقه المتحدث بالفعل. عندما يكون للشكل الأساسي أشكال سطحية متعددة، يُشار إلى ذلك غالبًا باسم التداخل الصوتي. على سبيل المثال، قد تُنطق صيغة الجمع الإنجليزية المكتوبة -s على أنها [s] (في "cats")، أو [z] (في "cabs"، أو "peas")، أو [əz] (في "buses")؛ ومن المفترض أن يجري تخزين كل هذه الأشكال عقليًا على أنها نفس صيغة -s ، ولكن يُشتق النطق السطحي من خلال سلسلة من القواعد الصوتية.
قد تشير القاعدة الصوتية أيضًا إلى تغيير صوتي تاريخي في اللغويات التاريخية.

## مثال
في معظم لهجات اللغة الإنجليزية الأمريكية، يتبع المتحدثون عملية تُعرف باسم الخفقان السنخي بين الأصوات intervocalic alveolar flapping، والتي تُغير الحروف الساكنة /t/ و/d/ إلى حرف ساكن سريع الخفقان ([ɾ]) في كلمات مثل "butter" (‎[ˈbʌɾɹ]‏) وكذلك "notable" (‎[ˈnoʊɾəbl]‏). تصبح الحروف الساكنة المتوقفة /t/ و/d/ مجرد رفرفة بين حرفين متحركين، حيث يجري التأكيد على الحرف المتحرك الأول ويكون الحرف المتحرك الثاني بدون تأكيد. من الشائع تمثيل القواعد الصوتية باستخدام قواعد إعادة الكتابة الرسمية rewrite rules بأوسع طريقة عامة ممكنة. وبالتالي، يمكن صياغة الخفقان السنخي بين الأصوات الموضح أعلاه على النحو التالي:

## التنسيق والتدوين
القاعدة المذكورة أعلاه لخفقان الحويصلات الهوائية بين الأصوات تصف نوع الصوت الذي يتغير، وما الذي يتغير إليه الصوت، وأين يحدث التغيير (بعبارة أخرى، ما هي البيئة التي تثير التغيير). يوضح الرسم التوضيحي أدناه نفس القاعدة، مع تسمية كل جزء من أجزائها ووصفه.
| Intervocalic flapping in American English |
| 1. عنوان القاعدة 2. الصوت الأساسي الذي جرى تغييره. في هذا المثال، تمثل الأقواس جميع السمات المشتركة بين الأصوات المتغيرة؛ كل من /t/ و/d/ هما حرفان ساكنان متوقفان وكلاهما يُنطق باللسان الذي يلامس الحافة السنخية. لذلك، تنطبق هذه القاعدة على جميع الأصوات التي تشترك في هذه السمات (في اللغة الإنجليزية، فقط /t/ و/d/). يمكن كتابة القواعد بالصوت الفردي الذي سيجري تغييره فقط، ولكن استخدام تدوين الأقواس المربعة يسمح للقاعدة بالتطبيق على فئة من الأصوات ذات الصلة. قُدمت اقتراحات لتنقيح التدوين التقليدي ليعكس بشكل أفضل أنواع نظرية المجموعات للمقاطع والفئات الطبيعية في بعض الأعمال الحديثة. 3. يشير السهم إلى أن الصوت الموجود على اليسار يتغير ليحتوي على الميزات الموجودة على اليمين. 4. الصوت الذي يتغير إليه /t/ و/d/ (في هذا المثال)، أو الميزات الفردية التي تتغير. 5. الخط المائل هو اختصار لعبارة "في البيئة حيث...". وهذا يعني أن التدوين الموجود على اليمين يصف مكان تطبيق القاعدة الصوتية. 6. الصوت، أو ميزات الصوت، التي تسبق الصوت المراد تغييره. في هذا المثال، يجب أن يسبق الحرف /t/ أو /d/ الذي يجري رفرفته حرف علة مشدد. 7. موقع الصوت الذي سيجري تغييره. في هذا المثال، يعني التسطير أن /t/ أو /d/ الذي يجري رفرفته يجب أن يكون بين حرفين متحركين (حيث يُأكد على الحرف الأول ولا يُأكد على الحرف الثاني). 8. الصوت، أو ميزات الصوت، التي تتبع الصوت الذي يجب تغييره. في هذا المثال، يجب أن يتبع الحرف /t/ أو /d/ الذي يجري رفرفته حرف علة غير مشدد. 9. وصف نثري للقاعدة، يحدد متى تنطبق وما الذي جرى تغييره. |

عند أخذها معًا وقراءتها من اليسار إلى اليمين، فإن تدوين قاعدة الخفقان السنخي بين الحروف الساكنة ينص على أن أي حرف ساكن توقف سنخي (/t/ أو /d/) يصبح نقرة ([ɾ]) في الحالة التي يسبقه فيها حرف علة مشدد ويتبعه حرف علة غير مشدد.
غالبًا ما تُكتب القواعد الصوتية باستخدام سمات مميزة (صفات قياسية)، وهي (من المفترض ) خصائص طبيعية تصف التركيب الصوتي والنطقي للصوت؛ من خلال تحديد حزمة معينة، أو "مصفوفة"، من السمات، من الممكن تمثيل مجموعة من الأصوات التي تشكل فئة ونمطًا طبيعيين معًا في القواعد الصوتية. على سبيل المثال، في القاعدة أعلاه، بدلاً من كتابة /t/ و/d/ بشكل منفصل، قد يكتب علماء الأصوات الميزات المشتركة بينهما، وبالتالي التقاط مجموعة كاملة من الأصوات التي هي حروف ساكنة متوقفة ويجري نطقها عن طريق وضع اللسان مقابل الحافة السنخية. في نظام الميزات الأكثر استخدامًا، فإن الميزات التي تمثل هذه الأصوات ستكون [+الإطلاق المتأخر delayed release، +الأمامي anterior، -المُوزَّع distributed]، والتي تصف طريقة النطق وموضع وشكل اللسان عند نطق هذين الصوتين. ولكن القواعد لا تُكتب دائمًا باستخدام الميزات؛ ففي بعض الحالات، وخاصةً عندما تنطبق القاعدة على صوت واحد فقط، تُكتب القواعد باستخدام رموز الأبجدية الصوتية الدولية.

## الصفات
يذكر هايز (2009) الخصائص التالية التي تشترك فيها جميع القواعد الصوتية:
- خصوصية اللغة Language specificity: القاعدة الصوتية الموجودة في لغة ما قد لا تكون موجودة في لغات أخرى، أو حتى في جميع لهجات لغة معينة.
- الإنتاجية Productivity: تنطبق القواعد الصوتية حتى على الكلمات الجديدة. على سبيل المثال، إذا طُلب من متحدث اللغة الإنجليزية نطق صيغة الجمع للكلمة التي لا معنى لها "wug" (أي "wugs")، فإنه ينطق الحرف s النهائي [z]، وليس [s]، على الرغم من أنه لم يستخدم الكلمة من قبل. (هذا النوع من الاختبار يسمى اختبار wug.)
- غير مُدرَّس وغير واعٍ Untaught and subconscious: يُطبق المتحدثون هذه القواعد دون أن يكونوا على دراية بها، ويكتسبون القواعد في وقت مبكر من حياتهم دون أي تعليم صريح.
- بديهية Intuitive: القواعد تعطي المتحدثين حدسًا حول الكلمات "الصحيحة" أو "المقبولة"؛ إذا سمع المتحدث كلمة لا تتوافق مع القواعد الصوتية للغة، فإن الكلمة ستبدو غريبة أو سيئة التكوين.

## الأنواع
يمكن تقسيم القواعد الصوتية تقريبًا إلى أربعة أنواع:
- المُماثَلة Assimilation: عندما يتغير إحدى صفات الصوت ليصبح أكثر تشابهًا مع الصوت المجاور. هذا هو نوع القاعدة التي تحدث في قاعدة الجمع الإنجليزية الموصوفة أعلاه -يصبح s صوتيًا أو غير صوتيًا اعتمادًا على ما إذا كان الحرف الساكن السابق صوتيًا أم لا.
- المخالفة Dissimilation: عندما يتغير إحدى صفات الصوت ليصبح أقل تشابهًا مع صوت مجاور، وعادةً ما يكون ذلك لجعل الصوتين أكثر قابلية للتمييز. غالبًا ما يُرى هذا النوع من القواعد بين الأشخاص الذين يتحدثون لغة ليست لغتهم الأم، حيث قد يكون التباين الصوتي صعبًا.[9]
- الإدراج Insertion: عند إضافة صوت إضافي بين صوتين آخرين. يحدث هذا أيضًا في قاعدة الجمع الإنجليزية: عندما يُضاف صيغة الجمع z إلى "bus"، فإن "bus-z" ستكون غير قابلة للنطق بالنسبة لمعظم المتحدثين باللغة الإنجليزية، لذلك يُدرج حرف علة قصير (schwa ، [ə]) بين [s] و[z].
- الحذف Deletion: عندما لا يُنطق صوت، مثل مقطع لفظي بدون ضغط أو حرف ساكن ضعيف؛ على سبيل المثال، لا ينطق معظم المتحدثين باللغة الإنجليزية الأمريكية حرف [d] في كلمة "handbag".

## ترتيب القواعد
وفقًا لجينسن، عندما يؤدي تطبيق قاعدة معينة إلى إنشاء شكل صوتي أو صرفي يؤدي إلى قاعدة مختلفة تمامًا، مما يؤدي إلى شكل سطحي غير صحيح، فإن ترتيب القواعد مطلوب.

### أنواع ترتيب القواعد
بقرض وجود قاعدتين A وB، فإذا افترضنا أن كلتا القاعدتين صحيحتان بنفس القدر، فإن ترتيبهما سوف يقع في إحدى الفئات التالية:
- التغذية Feeding: تطبيق A يخلق الفرصة لتطبيق B.
- النزيف Bleeding: تطبيق A يمنع B من القدرة على التطبيق.
- التغذية المضادة Counterfeeding: تطبيق B يخلق الفرصة لـ A
- النزيف المضاد Counterbleeding: تطبيق B يمنع A من القدرة على التطبيق.

### الاشتقاقات
عندما يكون هناك حاجة إلى ترتيب مميز بين قاعدتين، فلا بد من إظهار الاشتقاق. يجب أن يتكون الاشتقاق من تطبيق صحيح لترتيب القواعد الذي يثبت أن التمثيل الصوتي ممكن بالإضافة إلى مثال مضاد يثبت أنه، بالنظر إلى الترتيب المعاكس، سينتج تمثيل صوتي غير صحيح.

#### مثال على الاشتقاق
فيما يلي مثال لاشتقاق ترتيب القواعد في اللغة الروسية كما قدمه جينسن: مع الأخذ في الاعتبار القواعد التالية مع تطبيق القاعدة 1 قبل القاعدة 2:
1. {\displaystyle l\rightarrow \emptyset /C} ___# (l-Deletion حذف) [13]
2. {\displaystyle \left[-sonorant\right]\rightarrow \left[-voice\right]/} ___ # (Final Devoicing الإلغاء النهائي) [14]

##### الاشتقاق الصحيح:[13]
1. /#greb+l#/ (Underlying Representation التمثيل الأساسي)
  - greb (Application of l-Deletion تطبيق الحذف l)
  - grep (Application of Final Devoicing تطبيق الحذف النهائي)
2. [grep*=] (Correct Phonetic Representation التمثيل الصوتي الصحيح)

##### اشتقاق غير صحيح:[13]
1. /#greb+l#/ (Underlying Representation التمثيل الأساسي)
  - ------ (Application of Final Devoicing تطبيق الإزالة النهائية للصوت)
  - greb (Application of l-Deletion تطبيق الحذف l)
2. *[greb] (Incorrect Phonetic Representation تمثيل صوتي غير صحيح)

## التدوين الموسع
تهدف القواعد الصوتية -في حد ذاتها- إلى أن تكون بيانات شاملة حول التغيرات الصوتية في اللغة. ومع ذلك، نادرًا ما تكون اللغات موحدة في الطريقة التي تغير بها هذه الأصوات. بالنسبة للتحليل الرسمي، غالبًا ما يكون من المطلوب تنفيذ اتفاقيات التدوين بالإضافة إلى تلك التي جرى تقديمها مسبقًا لمراعاة مجموعة متنوعة من التغييرات التي تحدث بأبسط طريقة ممكنة.
- الحروف العلوية والسفلية: تشير إلى عدد المرات المتتالية لصوت ما.[16]
  - {\displaystyle X_{m}^{n}} يشير إلى أن {\displaystyle X} يحدث ما لا يقل عن {\displaystyle m} من المرات ولا يزيد عن {\displaystyle n} من المرات متتالية حيث {\displaystyle n} و {\displaystyle m} يكونا أكبر من أو يساوي 0.
- حدود الكلمات: تشير إلى الحدود اليمنى واليسرى التي تحتوي بينهما على كلمة كاملة، يجري تمثيلها بعلامة #.[15] على سبيل المثال، كلمة "cat".
  - #cat#، تشير علامتي # في البداية والنهاية إلى البداية والنهاية الخاصة بكلمة "cat".
- { } (الأقواس المتعرجة): تشير إلى علاقة منطقية منفصلة logical-disjunction بين تعبيرين.[17] على سبيل المثال،
  - يمكن كتابة التعبيرين ABD و AED بين قوسين متعرجين على النحو التالي:
    - {\displaystyle A{\begin{Bmatrix}B\\E\end{Bmatrix}}D} ، فالحرف A يتبعه إما B أو E ثم D.

- ( ) (قوسين): يشير إلى علاقة منطقية منفصلة بين تعبيرين ونسخة مختصرة من تدوين الأقواس المتعرجة،[16] مع الحفاظ على نفس دالة العلاقة المنفصلة. على سبيل المثال،
  - يمكن كتابة التعبيرين ABD وAD بين قوسين على النحو التالي:
    - {\displaystyle A(B)D} يُسمح لـ B بشكل اختياري أن يأتي بين A و D.
- < > (الأقواس الزاوية): تشير إلى علاقة شرطية داخل مجموعة.[13][18] على سبيل المثال، انسجام الحروف المتحركة في اللغة التركية،
  - {\displaystyle {\begin{bmatrix}+syll\\\langle +high\rangle \end{bmatrix}}\rightarrow {\begin{bmatrix}\alpha back\\\langle \beta round\rangle \end{bmatrix}}/{\begin{bmatrix}+syll\\\alpha back\\\beta round\end{bmatrix}}C_{0}} __، ستأخذ جميع الحروف المتحركة القيمة [+/- الخلفية] للحرف المتحرك الذي يسبقها، بغض النظر عن عدد الحروف الساكنة المتداخلة. إذا كان الحرف المتحرك [+ مرتفع]، فسوف يأخذ أيضًا قيمة [+/- تقريب] للحرف المتحرك السابق، بغض النظر عن عدد الحروف الساكنة المتداخلة.

## ملحوظات
1. ↑  طالع الألفبائية الصوتية الدولية لمعلومات حول كيفية قراءة هذه الرموز.
2. ↑  طالع مخارج الحروف وصفة الحرف لشرح هذه المصطلحات.
3. ↑  وقد شكك بعض علماء الأصوات في "طبيعية naturalness" أو "فطرة innateness" السمات المميزة.[5]

### الاستشهادات
1. ↑  Idsardi، William James (2 سبتمبر 2003). "LING 101: Phonology". جامعة ديلاوير. ص. A Rule of English. مؤرشف من الأصل في 2009-03-05. اطلع عليه بتاريخ 2009-03-07.
2. ↑  Idsardi، William James (2 سبتمبر 2003). "LING 101: Phonology". جامعة ديلاوير. ص. The pronunciation of the English plural. مؤرشف من الأصل في 2009-03-05. اطلع عليه بتاريخ 2009-03-07.
3. 1 2  Hayes 2009، صفحة 28.
4. ↑  Bale & Reiss 2018.
5. ↑  Mielke، Jeff (2005). "Ambivalence and ambiguity in laterals and nasals". Phonology. ج. 22 ع. 2: 193. DOI:10.1017/S0952675705000539. S2CID:58844387.
6. ↑  Hayes 2009، صفحات 79, 84–85.
7. ↑  Hayes 2009، صفحة 92.
8. ↑  Hayes 2009، صفحات 26–7.
9. ↑  Schramm، Andreas (17 مارس 2001). "Lesson 9.2: Phonological Rules". جامعة هاملاين. مؤرشف من الأصل في 2008-02-22. اطلع عليه بتاريخ 2009-03-07.
10. ↑  Jensen, John T. (John Tillotson) (2004). Principles of Generative Phonology: An Introduction. Amsterdam: J. Benjamins. ص. 156. ISBN:978-90-272-7517-2. OCLC:769188823.
11. ↑  The Handbook of Phonological Theory. Goldsmith, John A., 1951-, Riggle, Jason., Yu, Alan C. L. (ط. 2nd). Chichester, West Sussex, UK: Wiley-Blackwell. 2011. ص. 41. ISBN:978-1-4443-4306-9. OCLC:758478759.{{استشهاد بكتاب}}:  صيانة الاستشهاد: آخرون (link)
12. ↑  Chomsky, Noam. (1991). The Sound Pattern of English. Halle, Morris. (ط. 1st MIT Press pbk.). Cambridge, Mass.: MIT Press. ص. 60. ISBN:0-262-03179-5. OCLC:778785348.
13. 1 2 3 4 5 6  Jensen, John T. (John Tillotson) (2004). Principles of Generative Phonology: An Introduction. Amsterdam: J. Benjamins. ص. 156. ISBN:978-90-272-7517-2. OCLC:769188823.Jensen, John T. (John Tillotson) (2004). Principles of Generative Phonology: An Introduction. Amsterdam: J. Benjamins. p. 156. ISBN 978-90-272-7517-2. OCLC 769188823.
14. ↑  Jensen, John T. (John Tillotson) (2004). Principles of Generative Phonology: An Introduction. Amsterdam: J. Benjamins. ص. 116. ISBN:978-90-272-7517-2. OCLC:769188823.
15. 1 2  Chomsky, Noam. (1991). The Sound Pattern of English. Halle, Morris. (ط. 1st MIT Press pbk.). Cambridge, Mass.: MIT Press. ص. 61, 367. ISBN:0-262-03179-5. OCLC:778785348.
16. 1 2  Chomsky, Noam. (1991). The Sound Pattern of English. Halle, Morris. (ط. 1st MIT Press pbk.). Cambridge, Mass.: MIT Press. ص. 61, 367. ISBN:0-262-03179-5. OCLC:778785348.Chomsky, Noam. (1991). The Sound Pattern of English. Halle, Morris. (1st MIT Press pbk. ed.). Cambridge, Mass.: MIT Press. pp. 61, 367. ISBN 0-262-03179-5. OCLC 778785348.
17. ↑  Chomsky, Noam. (1991). The Sound Pattern of English. Halle, Morris. (ط. 1st MIT Press pbk.). Cambridge, Mass.: MIT Press. ص. 77. ISBN:0-262-03179-5. OCLC:778785348.
18. ↑  Chomsky, Noam. (1991). The Sound Pattern of English. Halle, Morris. (ط. 1st MIT Press pbk.). Cambridge, Mass.: MIT Press. ص. 77. ISBN:0-262-03179-5. OCLC:778785348.Chomsky, Noam. (1991). The Sound Pattern of English. Halle, Morris. (1st MIT Press pbk. ed.). Cambridge, Mass.: MIT Press. p. 77. ISBN 0-262-03179-5. OCLC 778785348.